# Orlando Pride
Az Orlando Pride egy amerikai női labdarúgóklub, amely az NWSL bajnokságában szerepel. A klub székhelye Orlando, hazai mérkőzéseiket a Exploria Stadionban játsszák.

## Története
A 2015-ös NWSL-szezon után az Orlando City SC létrehozta női profi labdarúgó szakosztályát és az NWSL nevezés után, tizedik csapatként került a női bajnokság tagjai közé. A Lake Eola Parkban, 2015. október 20-án egy sajtótájékoztató keretén belül mutatták be a csapat nevét, logóját és színeit, majd 6 nappal később a klub első igazolásait prezentálták. Alex Morgan és Kaylyn Kyle a Portland Thorns-tól két első, Sarah Hagen pedig egy második körös draftjogért cserében érkezett a Kansas City-től.

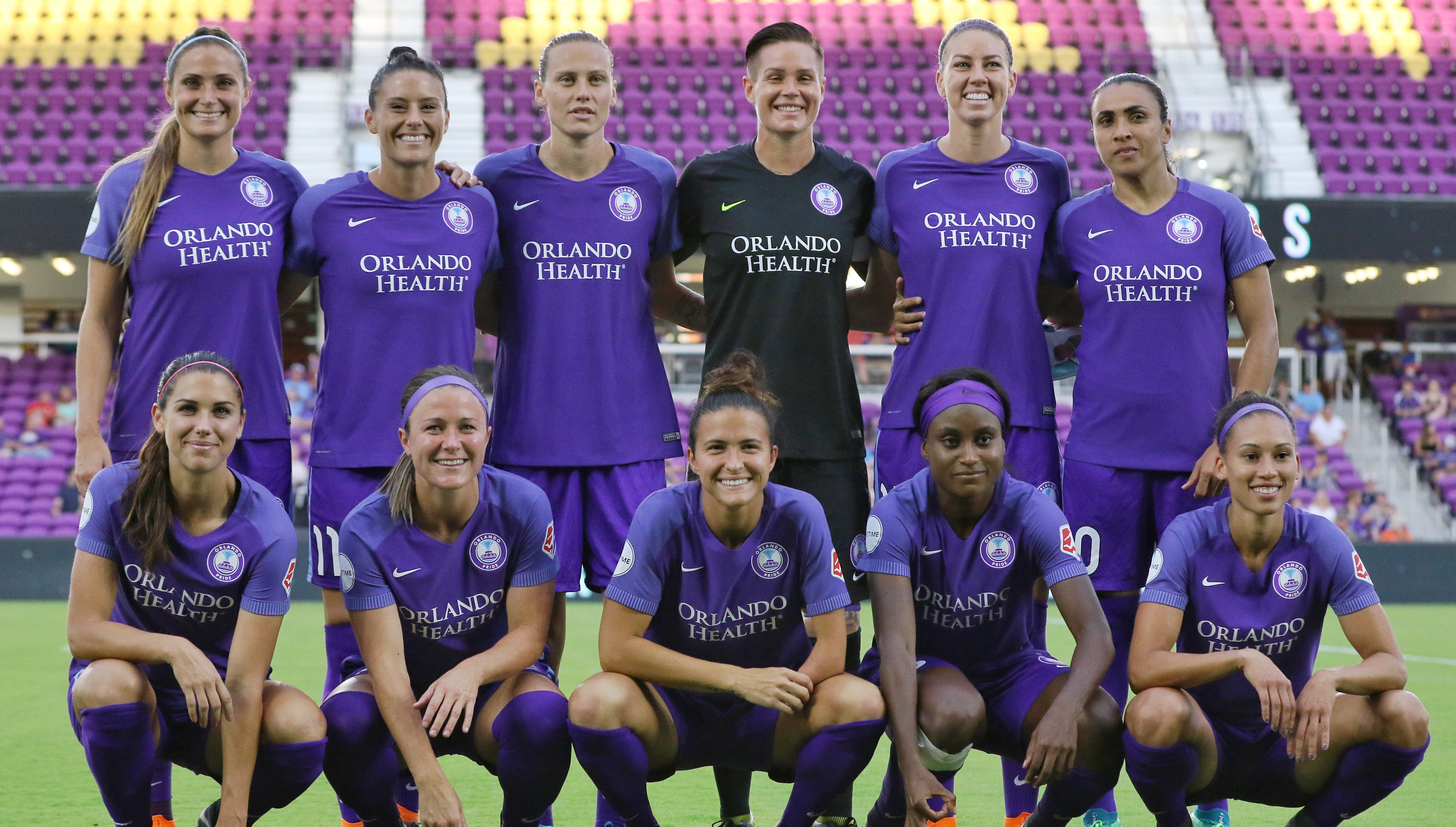
A Pride 2018. május 23-án a North Carolina Courage elleni bajnoki mérkőzésen.
Felső sor, balról: Shelina Zadorsky, Ali Krieger, Emily van Egmond, Ashlyn Harris, Alanna Kennedy, Marta.
Alsó sor, balról: Alex Morgan, Rachel Hill, Carson Pickett, Chioma Ubogagu, Kristen Edmonds.

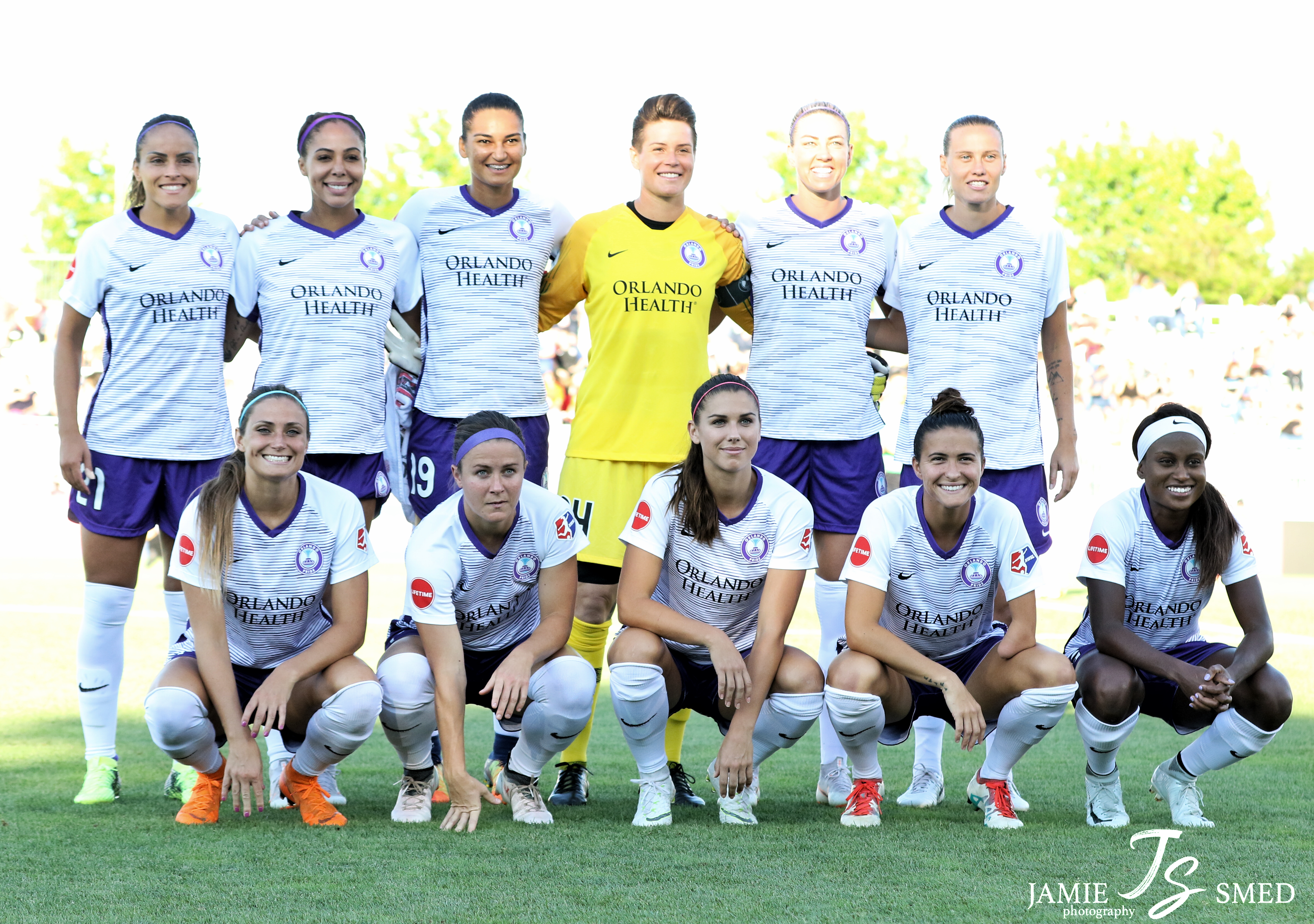
Kezdő felállás 2018. június 23-án a Washington Spirit ellen.
Felső sor, balról: Mônica, Sydney Leroux, Poliana, Ashlyn Harris, Alanna Kennedy, Emily van Egmond.
Alsó sor, balról: Shelina Zadorsky, Christine Nairn, Alex Morgan, Carson Pickett, Chioma Ubogagu.

### 2016
A bemutatkozó mérkőzéseken domináltak egyetemi ellenfeleik ellen, azonban első szezonjukban 6 győzelem, 1 döntetlen és 13 vereség mellett a 9. helyen sikerült végezniük.

### 2017
A második szezon első nagy dobása az öt alkalommal az év női labdarúgójának választott Marta leigazolása volt, aki 13 gólt vállalt első évében. A 11 győzelem, 7 döntetlen és 6 vereség a 3. helyre volt elegendő, azonban a rájátszásban a Portland 4-1 arányban bizonyult jobbnak és megállította őket.

### 2018
2018-ban a csapat 8-6-10-es mutatója 7. helyet jelentett a bajnokságban, így az évad végen 3 év után megváltak Tom Sermanni vezetőedzőtől.

### 2019
A megüresedett edzői posztra a Birmingham City korábbi edzője Marc Skinner érkezett.
A szezont két nagy riválisukkal szemben kezdték és a Thorns, valamint a Courage csapata ellen is vereséggel vonultak le a pályáról.

## Sikerlista
NWSL Shield (német első osztály)
- Győztes: 1 alkalommal (2024)

## Játékoskeret
2024. szeptember 5-től
| #  |     | Poszt | Név                    |
| -- | --- | ----- | ---------------------- |
| 1  | ENG | K     | Anna Moorhouse         |
| 2  | USA | V     | Haley McCutcheon       |
| 3  | USA | V     | Kylie Strom            |
| 4  | BRA | V     | Rafaella Souza         |
| 5  | USA | V     | Megan Montefusco       |
| 6  | USA | V     | Emily Sams             |
| 7  | ARG | CS    | Mariana Larroquette    |
| 8  | BRA | KP    | Luana                  |
| 9  | BRA | CS    | Adriana                |
| 10 | BRA | CS    | Marta                  |
| 11 | USA | CS    | Ally Watt              |
| 12 | USA | V     | Carrie Lawrence        |
| 13 | ESP | V     | Jiménez Delgado\|Celia |
| 14 | USA | V     | Viviana Villacorta     |
| 15 | BRA | KP    | Angelina               |

| #  |     | Poszt | Név              |
| -- | --- | ----- | ---------------- |
| 16 | USA | KP    | Morgan Gautrat   |
| 17 | SWE | KP    | Evelina Duljan   |
| 18 | USA | CS    | Simone Charley   |
| 19 | USA | V     | Carson Pickett   |
| 20 | USA | CS    | Julie Doyle      |
| 21 | FIN | K     | Sofia Manner     |
| 22 | ZAM | KP    | Barbra Banda     |
| 23 | ZAM | KP    | Grace Chanda     |
| 25 | USA | V     | Kerry Abello     |
| 28 | USA | CS    | Summer Yates     |
| 30 | USA | KP    | Ally Lemos       |
| 31 | USA | V     | Cori Dyke        |
| 32 | JAM | V     | Brianna Martinez |
| 40 | USA | K     | McKinley Crone   |

## Stadion

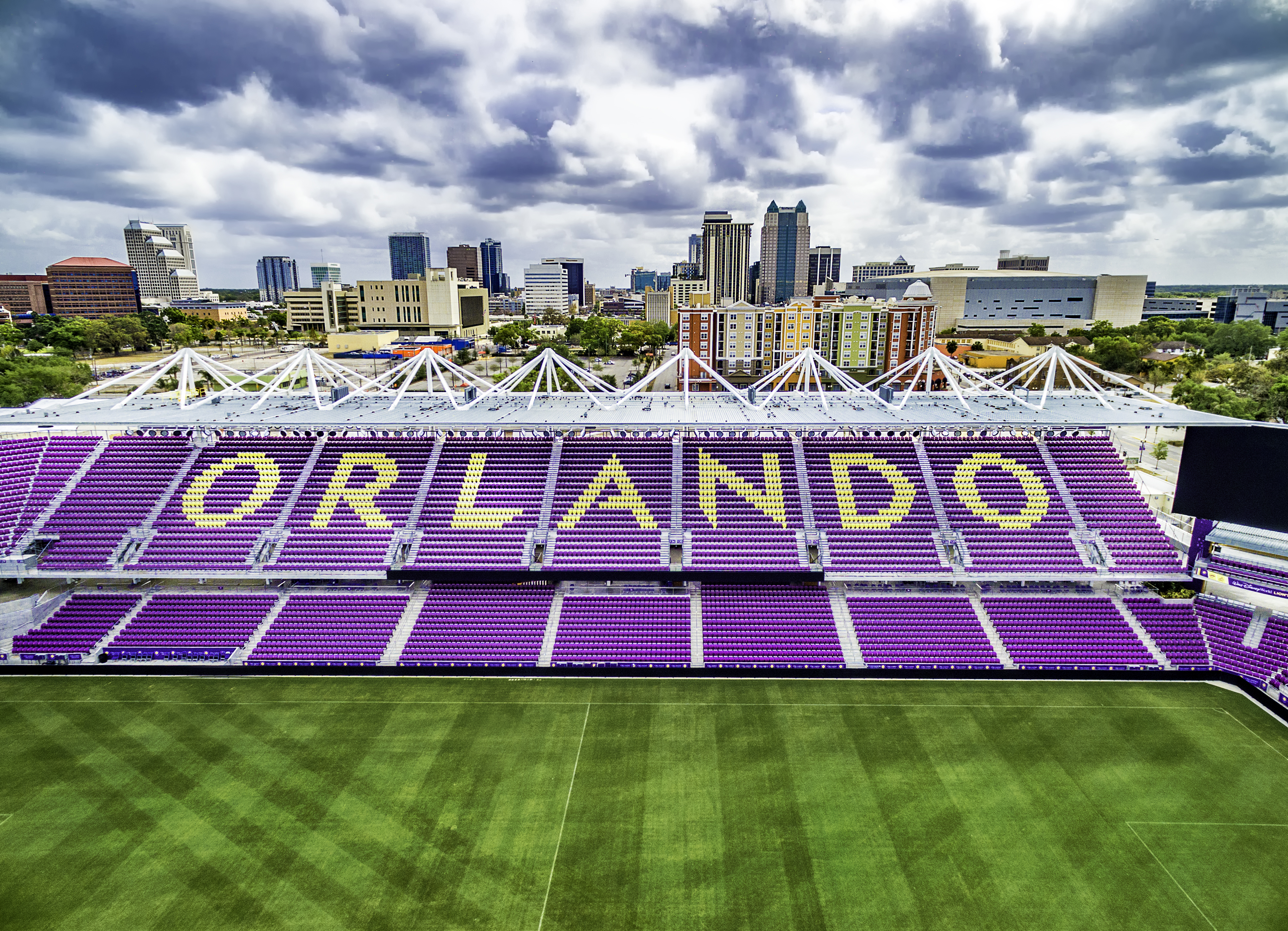
2017-es légifelvétel a stadionról

A klub az Orlando belvárosában található Exploria Stadionban játssza hazai mérkőzéseit a 2017-es szezon kezdete óta. A létesítmény építésének befejezése előtt a Camping World Stadion adott otthont a 2016. április 23-i Portland Thorns elleni mérkőzésnek, melyet rekord nézőszámú, 23 403 szurkoló tekintett meg.